# Schlammersdorf
Schlammersdorf er en kommune i Landkreis Neustadt an der Waldnaab i Regierungsbezirk Oberpfalz i den tyske delstat Bayern. Den er en del af Verwaltungsgemeinschaft Kirchenthumbach.

## Geografi
Schlammersdorf ligger i Planungsregion Oberpfalz-Nord.
Ud over Schlammersdorf, ligger i kommunen landsbyen Moos.